# 兰埔路
蘭埔路是中國廣東省珠海市的一条道路，位于香洲區，整條馬路好像拉长的英文字母「T」字。西邊去到三台石路；南邊去到九洲大道西；東邊去到迎賓南路的交界处。

## 概要
这条道路都是以水泥路面为主，形状好像拉长的英文字母「T」字，所以分开介绍：
- 東西：全长2456米（也有全长700米、992米的说法），宽6-13米，雙向2車道。[1][2][3]
- 南北：全长390米，宽11米，2車道，北往南單行線。[1]

## 途经道路

### 東西走向
道路顺序由西往东排列，粗体字为主干道
- 三台石路
- 逸仙路
- 蘭埔路
- 白石路
- 桂花北路
- 迎賓南路

### 南北走向
道路顺序由南往北排列，粗体字为主干道
- 九洲大道西
- 蘭埔路